# San Antonio de Areco (kommun)
San Antonio de Areco är en kommun i Argentina.   Den ligger i provinsen Buenos Aires, i den centrala delen av landet, 110 km väster om huvudstaden Buenos Aires. Antalet invånare är 21 333. Arean är 852 kvadratkilometer.
Terrängen i San Antonio de Areco är platt.
Trakten runt San Antonio de Areco består till största delen av jordbruksmark. Runt San Antonio de Areco är det ganska glesbefolkat, med 26 invånare per kvadratkilometer.